# Fria ord på flykt
Fria ord på flykt är en roman av Svetlana Aleksijevitj, Parvin Ardalan, Faraj Bayrakdar, Jesper Bengtsson, Ida Börjel, Ingrid Elam, Henrik C Enbohm, Pär Hansson, Li Jianhong, Ulrika Knutson, Ola Larsmo, Cato Lein, Herta Müller, Taslima Nasrin, Anisur Rahman, Zurab Rtveliashvili och Jenny Tunedal. Boken innehåller textutdrag ur romaner, dikter och artiklar och behandlar ämnen som poesi och frihet, livet i exil, georgisk performancedikt, Ibsen, feministisk aktivism, sovjetmänniskan och internetaktivism.